# Universidad Nacional de Asunción
La Universidad Nacional de Asunción (U. N. A.) es la institución estatal de estudios terciarios más longeva de la República del Paraguay y la de mayor población estudiantil y académica. Sus egresados han tenido una notoria participación en la vida social, política, artística, cultural y científica del país.[cita requerida]
Su lema distintivo es en latín: Vitam impendere vero, y significa «consagrar la vida a la búsqueda de la verdad».
Las clases, en casi todos los casos, son impartidas en castellano. Las obvias excepciones son las del Instituto Superior de Lenguas (I. S. L.), en donde se encuentra la única licenciatura en Idioma guaraní del mundo, y las carreras de Inglés, Francés, Alemán y Portugués. En este caso, las clases son impartidas en el idioma objeto de la carrera cursada.
En la actualidad, cuenta con más de 45 000 estudiantes y 9.000 docentes distribuidos en 78 carreras.[cita requerida]

## Historia
La Universidad Nacional de Asunción luego de numerosos intentos que se remontan a la época colonial, fue fundada el 24 de septiembre de 1889 gracias a un proyecto de José Segundo Decoud Domecq, sólo 19 años después de la finalización de la devastadora guerra de la Triple Alianza. 
El proyecto es aprobado durante el gobierno del presidente constitucional Patricio Escobar, gracias a la persistencia del congreso o parlamento nacional, pues el primero había firmado un "veto absoluto" a la ley de creación. Dicha ley estableció la constitución de tres facultades, a saber: Derecho y Ciencias Sociales, Medicina, y Matemáticas. Como primer rector fue designado Ramón Zubizarreta, quien ocupó el cargo hasta el 30 de abril de 1891. Desde 1882 ya venía funcionando una Escuela de Derecho. Por su parte, la Facultad de Matemáticas no llegó a crearse. 
En 1893 es fundada y adscripta a la Facultad de Derecho: la Escuela de Notarios y Escribanos Públicos. La Escuela de Agrimensura se inicia en 1921. En 1932 es creada la Escuela Libre de Ciencias Económicas y Políticas. La Escuela de Odontología se convierte en Facultad en 1947, la Escuela de Humanidades (1945) deviene en Facultad de Filosofía en el año 1948 y la Facultad de Arquitectura es creada en el año 1957.
La UNA fue la única institución universitaria del Paraguay hasta 1960, cuando fue fundada la Universidad Católica "Nuestra Señora de la Asunción". 
Tras la caída de Alfredo Stroessner el 3 de febrero de 1989, el movimiento estudiantil se desorganiza y algunas organizaciones dejan de funcionar. Recién a mediados en el año 1996 se reagrupan los universitarios de esta universidad en la FEUNA (Federación de Estudiantes de la UNA), la cual aglutina a los Centros Estudiantiles (asociaciones) de todas las facultades, y lucha principalmente por los derechos estudiantiles, y contra las frecuentes amenazas de recorte al presupuesto de gastos por parte de los gobiernos nacionales o por los pluripartidistas congresos nacionales. La FEUNA queda acéfala durante unos años, hasta que en el 2001 es reconformada por los estudiantes de diversas facultades.
Merced a la nueva Constitución Nacional de 1992, es redactado y aprobado el Estatuto Universitario, ley que ayuda a garantizar cierta autonomía a la universidad. Posibilita entre otras cosas la primera elección interna de un rector, el cual antes era designado por decreto del presidente, y ya no lo sería desde 1999.
En el año 2003, luego de una larga espera son abiertas las carreras de Ciencias Sociales y de Ciencias Políticas, dentro de la Facultad de Derecho y Ciencias Sociales.
En el 2004 la carrera de Ingeniería Agronómica es acreditada en el Mercosur, según Resolución N.º
04/04 de la Agencia Nacional de Evaluación y Acreditación (ANEAES)
El 12 de agosto de 2005 la Asamblea Universitaria sanciona un nuevo Estatuto de la Universidad Nacional de Asunción.
En el 2006 la carrera de Medicina y Cirugía es acreditada en el Mercosur, según Resolución N.º 05/06
de la Agencia Nacional de Evaluación y Acreditación (ANEAES)
El 11 de marzo de 2008 se cambia la denominación de la Facultad de Arquitectura por “Facultad de Arquitectura, Diseño y Arte”, según Resolución N.º 97-00-2008 del Consejo Superior Universitario.
El 5 de septiembre se crea la Facultad de Enfermería y Obstetricia (FENOB UNA) según Resolución N.º 527-00-2018 del Consejo Superior Universitario.
El 17 de octubre se crea la Facultad de Ciencias Sociales (FACSO UNA) según Resolución N.º 646-00-2018 del Consejo Superior Universitario. Constituyéndose así en la decimocuarta facultad de la UNA, albergando a las carreras de Trabajo Social (Instituto de Trabajo Social) y de Sociología (desanexada de la Facultad de Derecho), posteriormente se agregaría Ciencia Política (en proceso de desanexión de la Facultad de Derecho). Ambas carreras, Sociología y Ciencia Política, formaban parte de la Escuela de Ciencias Sociales y Políticas dependiente de la Facultad de Derecho, de la cual Sociología fue la primera en desanexarse por resolución del Consejo Superior Universitario.

## Composición de la Universidad

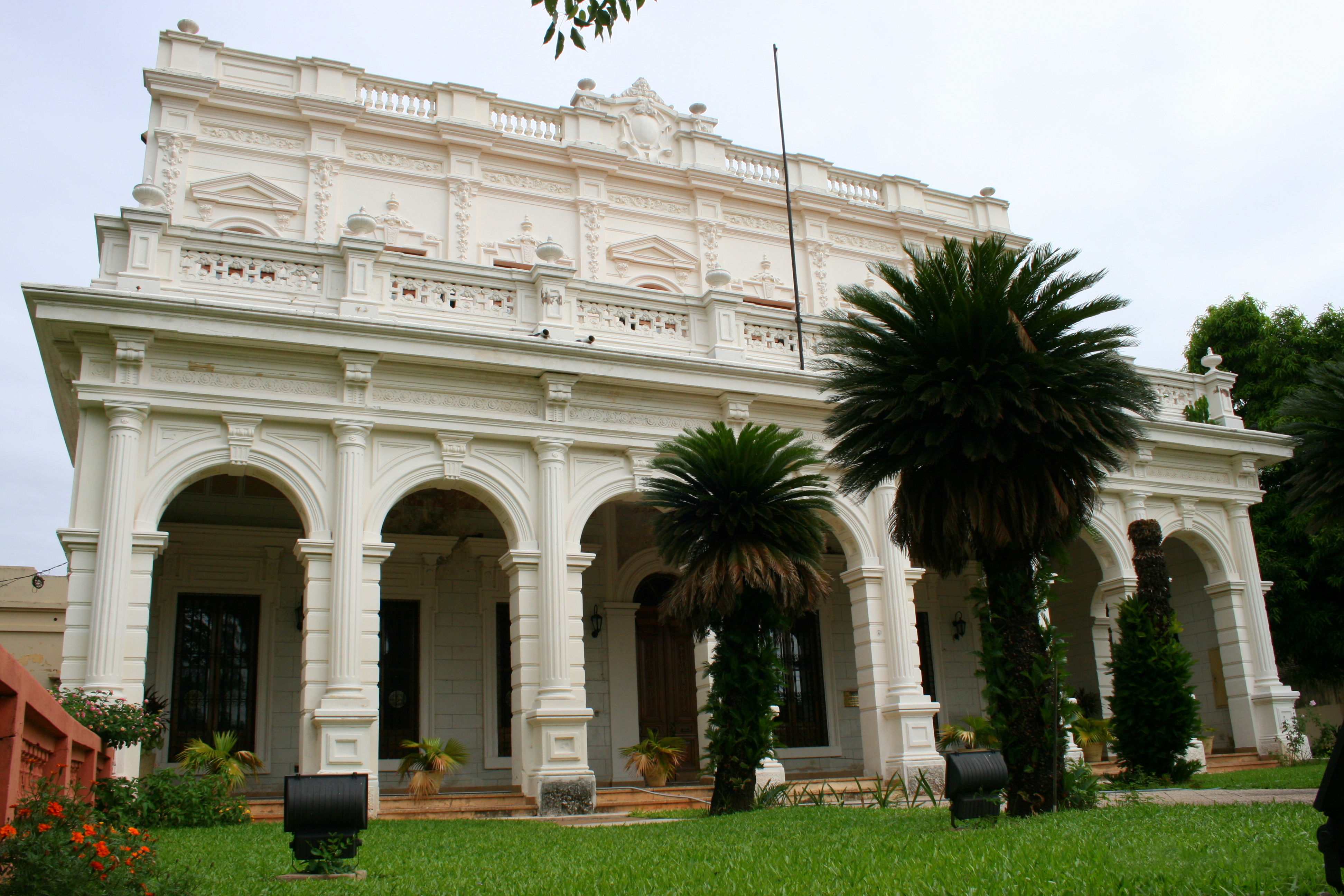
Rectorado de la Universidad Nacional de Asunción sobre la Av. España.

Cuenta con algunas especializaciones, maestrías y doctorados, además de más de sesenta carreras de grado en sus doce Facultades, Institutos de educación superior y de Investigación así como centros y filiales en el interior del país:

### Facultades
Fuente:
Facultad de Derecho  (FD UNA)
1. Derecho: 12 semestres
2. Notariado: 8 semestres
3. Ciencias Políticas: 8 semestres

Facultad de Ciencias Médicas  (FCM UNA)
1. Medicina y Cirugía: 6 años
2. Kinesiología y Fisioterapia: 5 años
3. Instrumentación y Área Quirúrgica: 4 años
4. Podología: 3 años

Facultad de Ingeniería  (FI UNA)
1. Ingeniería Civil: 10 semestres
2. Ingeniería Industrial: 10 semestres
3. Ingeniería Electromecánica: 10 semestres
4. Ingeniería Electrónica: 10 semestres
5. Ingeniería en Ciencias Geográficas: 10 semestres
6. Ingeniería Mecánica: 10 semestres
7. Ingeniería Mecatrónica: 10 semestres
8. Ingeniería en Recursos Hídricos: 10 semestres[7]

Facultad de Ciencias Económicas  (FCE UNA)
1. Economía: 10 semestres
2. Administración: 10 semestres
3. Contaduría Pública: 10 semestres

Facultad de Odontología (FO UNA)
1. Odontología: 5 años

Facultad de Ciencias Químicas  (FCQ UNA)
1. Farmacia: 10 semestres
2. Bioquímica: 11 semestres
3. Ingeniería Química: 11 semestres
4. Ingeniería en Alimentos: 11 semestres
5. Ciencia y Tecnología de Alimentos: 9 semestres
6. Química Industrial: 8 semestres
7. Nutrición: 8 semestres

Facultad de Filosofía  Archivado el 31 de mayo de 2016 en Wayback Machine. (FF UNA)
1. Psicología: 5 años (especialidades, del 4.º al 5.º: clínica, educacional, laboral, comunitaria y forense)
2. Historia: 4 años
3. Letras: 4 años
4. Filosofía: 4 años
5. Ciencias de la Comunicación: 4 años
6. Ciencias de la Educación: 4 años

- Instituto Superior de Lenguas: (ISL UNA)

1. Lengua Inglesa: 4 años
2. Lengua Francesa: 4 años
3. Lengua Guaraní: 4 años
4. Lengua Alemana: 4 años
5. Lengua Portuguesa: 4 años

Facultad de Ciencias Agrarias  (FCA UNA)
1. Ingeniería Agronómica: 9 semestres
2. Ingeniería Forestal: 9 semestres
3. Ingeniería en Ecología Humana : 9 semestres
4. Administración Agropecuaria: 9 semestres
5. Ingeniería Ambiental: 9 semestres
6. Ingeniería Agroalimentaria: 9 semestres

Facultad de Ciencias Veterinarias  (FCV UNA)
1. Ciencias Veterinarias: Veterinarias 6 años

Facultad de Arquitectura, Diseño y Arte  (FADA UNA)
1. Arquitectura: 11 semestres
2. Música: 10 semestres
3. Artes Visuales: 8 semestres
4. Diseño Industrial: 8 semestres
5. Artes Plásticas: 4 semestres
6. Diseño de Indumentaria: 4 semestres

Facultad Politécnica  (FP UNA)
1. Ingeniería en Informática: 10 semestres
2. Ingeniería en Electrónica, especialidades: Electrónica Médica, Teleprocesamiento de Información, Control industrial, y Mecatrónica: 10 semestres
3. Ingeniería en Electricidad : 10 semestres
4. Ingeniería en Ciencias de los Materiales: 10 semestres.
5. Ingeniería en Marketing: 10 semestres
6. Ingeniería en Sistemas de Producción: 10 semestres
7. Ingeniería Aeronáutica: 10 semestres
8. Licenciatura en Ciencias de la Información: 9 semestres
9. Licenciatura en Ciencias Informáticas, especialidades: Análisis de Sistemas Informáticos y Programación de Computadoras: 8 semestres
10. Licenciatura en Electricidad: 8 semestres
11. Licenciatura en Gestión de la Hospitalidad, énfasis: Hotelería, Gastronomía y Turismo: 8 semestres
12. Licenciatura en Ciencias Atmosféricas: 8 semestres
13. Técnico Superior en Electrónica: 6 semestres
14. Ingeniería en Energía: 10 semestres

Facultad de Ciencias Exactas y Naturales  (FACEN UNA)
1. Matemática Pura: 8 semestres
2. Matemática Estadística: 8 semestres
3. Química: 8 semestres
4. Física: 8 semestres
5. Geología: 8 semestres
6. Biología: 8 semestres
7. Biotecnología: 8 semestres
8. Tecnología de Producción: 8 semestres
9. Radiología e Imagenología: 8 semestres
10. Físico de Imagenología Radiológica: 4 semestres
11. Educación matemática: 8 semestres
12. Ciencias Básicas y sus Tecnologías: 8 semestres
13. Logística y gestión del transporte :8 semestres

Facultad de Enfermería y Obstetricia (FENOB UNA) (Ex Instituto Andrés Barbero)
1. Enfermería: 10 semestres
2. Obstetricia: 10 semestres

Facultad de Ciencias Sociales de la Universidad Nacional de A (FACSO, UNA)
1. Sociología: 08 semestres
2. Trabajo Social: 10 semestres

### EEB y Media
Instituto Paraguayo de Telecomunicaciones
1. Bachillerato Técnico Industrial en Mecánica General
2. Bachillerato Técnico Industrial en Electrónica
3. Bachillerato Técnico Industrial en Construcciones Civiles

Colegio Experimental Paraguay-Brasil 
1. Primaria
2. Educación Escolar Básica (1° al 9° grado)
3. Bachillerato Científico
4. Bachillerato Técnico en Informática

### Centros o Institutos
Centro de Adiestramiento en Servicios
Centro Nacional de Computación 
Comisión Nacional de Energía 
Centro Multidisciplinario de Investigaciones Tecnológicas (CEMIT)
Instituto de Investigaciones en Ciencias de la Salud 

### Sedes regionales en el interior del país
En ellas se imparten algunas carreras; pero los recursos que manejan son inferiores a las de las facultades en las sedes centrales, y prácticamente no disponen de representación en los principales órganos de gobierno universitario. Otro problema es que cada carrera depende de su respectiva facultad en Asunción, siendo la sede regional meramente un compartir de terreno.
Las ciudades son: 
- Pedro Juan Caballero

1. Facultad de Derecho
a. Derecho
2. Facultad de Ciencias Agrarias
a. Ingeniería Agronómica
- Caacupé (campus universitario)

1. Facultad de Derecho
a. Derecho
2. Facultad de Ciencias Económicas
a. Administración
b. Contaduría Pública
c. Posgrado
3. Facultad de Filosofía
a. Letras
b. Psicología
c. Ciencias de la educación.
- San Juan Bautista

1. Facultad de Derecho
a. Derecho
2. Facultad de Filosofía
a. Ciencias de la Educación
b. Ciencias de la Comunicación
3. Facultad de Ciencias Veterinarias
a. Ciencias Veterinarias
- Santa Rosa, Misiones

1. Facultad de Ciencias Agrarias
a. Ingeniería Agronómica
- Caazapá

1. Facultad de Ciencias Agrarias
a. Administración Agropecuaria
2. Facultad de Ciencias Veterinarias
a. Ciencias Veterinarias
- Villarrica

1. Facultad de Filosofía
a. Ciencias de la Educación
2. Facultad de Ciencias Económicas
a. Administración
b. Contaduría Pública
3. Facultad Politécnica
a. Ciencias Informáticas
b. Gestión de la hospitalidad
c. Electricidad
- Quiindy

1. Facultad de Derecho
a. Derecho
2. Facultad de Enfermería y Obstetricia
a. Enfermería
- Coronel Oviedo

1. Facultad de Derecho
a. Derecho
2. Facultad de Ciencias Económicas
a. Contaduría Pública
3. Facultad Politécnica
a. Ciencias Informáticas
4. Facultad de Enfermería y Obstetricia
a. Enfermería
- Caaguazú

1. Facultad de Ciencias Económicas
a. Administración
2. Facultad de Filosofía
a. Psicología
b. Ciencias de la Educación
- Paraguarí

1. Facultad de Ciencias Económicas
a. Contaduría Pública
2. Facultad Filosofía
a. Psicología
b. Ciencias de la Educación
- Villa Hayes

1. Facultad de Ciencias Económicas
a. Administración
b. Contaduría Pública
- San Pedro del Ycuamandyyú

1. Facultad de Derecho
a. Derecho
2. Facultad de Filosofía
a. Ciencias de la Educación
3. Facultad de Ciencias Agrarias
a. Ingeniería Agronómica
4. Facultad de Ciencias Económicas
a. Contaduría Pública
- San Estanislao

1. Facultad de Ciencias Económicas
a. Contaduría Pública
2. Facultad de Filosofía
a. Ciencias de la Educación
3. Facultad de Enfermería y Obstetricia
a. Enfermería
3. Facultad de Derecho
a. Derecho
- Benjamin Aceval

1. Facultad de Derecho
a. Derecho
- Boquerón

1. Facultad de Ciencias Agrarias
a. Administración Agropecuaria
- Concepción

1. Facultad de Ciencias Veterinarias
a. Ciencias Veterinarias
2. Facultad de Enfermería y Obstetricia
a. Enfermería
- Santa Rosa del Aguaray

1. Facultad de Ciencias Médicas
a. Medicina y Cirugía
- Ayolas

1. Facultad de Ingeniería
a. Ingeniería Civil

## Extensión Universitaria
El plan académico  2011-2015 ha establecido la extensión universitaria, la cual el estudiante debe realizarla de forma planificada y sistemática.
Existe una gran gama de actividades de extensión en cada unidad académica de la UNA, lo cual hace posible un contacto directo  de estudiantes y profesores con la comunidad circundante, a veces a través de alianzas o cooperaciones con gobernaciones, municipios o empresas. Sin embargo, aún la cantidad de las mismas es mínima en varias Facultades.

## Recursos para la Investigación
- Biblioteca Central de la UNA, ubicada en el campus de San Lorenzo.
- Centro de Acceso a la Información (Internet), en la biblioteca central del campus.
- Observatorio Astronómico "Prof. Alexis Troche Boggino".
- División de Meteorología (DMET) de la Facultad de Politécnica.
- E-learning.

## Hospital Dependiente de la UNA
- Hospital de Clínicas

## Recursos para Emprendedores
Existe un Programa de Emprendedores Incubadora de Empresas de la Universidad Nacional de Asunción - INCUNA.

## Sistema de Gobierno y autoridades
La universidad es autónoma, pero responde a la Constitución Nacional, la Ley General de Educación del Paraguay (N.º 1264/1998) y, a la Ley de Universidades (N.º 136/1993), a las cuales debe ajustar su estatuto y reglamentos. 
Se rige principalmente por un Estatuto Universitario propio (reformado en el 2005), elaborado por representantes de sus tres estamentos universitarios. Según el mismo, las autoridades principales son:
- Asamblea Universitaria: Es el máximo órgano deliberativo de la universidad y cuyas principales atribuciones son: definir la política universitaria, modificar el estatuto, elegir al Rector y al Vicerrector, homologar las cuentas de inversión de la universidad. La Asamblea está conformada por el Rector, el Vicerrector y representantes electos del estamento docente, graduados no docentes y estudiantes.

- El Consejo Superior Universitario (CSU): Ejerce el gobierno de la Universidad Nacional de Asunción, en concordancia con la política universitaria definida por la Asamblea y las disposiciones del Estatuto. El CSU está integrado por:

1.Rector: Ejerce la representación de la Universidad y es responsable de la administración general, preside las deliberaciones del CSU y puede convocar a la Asamblea Universitaria, designa al Secretario General, autoriza el nombramiento y remoción de funcionarios, además de dictar diversas resoluciones conforme a las normas establecidas en el Estatuto de la Universidad.
2.Vicerrector: Integra el CSU, ejerce las representaciones y funciones asignadas por este órgano y por el Rector, y asume la titularidad del Rectorado en los casos previstos en el Estatuto.
3.Los Decanos y Vicedecanos: Ejercen la representación de las facultades y son responsables de su administración general, convocan y presiden las reuniones del Claustro Docente y del Consejo Directivo de las facultades, designan a los integrantes de las mesas examinadoras, además de dictar diversas resoluciones conforme a las normas establecidas.
4.Consejos Directivos de cada una de las facultades: Entre otras atribuciones, los Consejos Directivos de las facultades son responsables de aprobar los planes y programas de estudio en las diferentes carreras, eligen a los decanos, definen el calendario académico y proponen la designación de profesores. Los Consejos Directivos están integrados por el Decano; el Vicedecano, docentes, graduados no docentes y estudiantes electos.

### Asociaciones y Sindicatos
Todas las facultades cuentan con Asociaciones de Profesores (entes sociales y culturales), Sindicatos de Funcionarios y Centros de Estudiantes (asociaciones gremiales independientes). Estos últimos, de larga tradición y protagonistas de numerosas luchas en el siglo XX y XXI, se reúnen en la FEUNA, la Federación de Estudiantes. Así mismo, existe un Consejo de Representantes Estudiantiles (CREUNA) que aglutina a los estudiantes miembros de los consejos directivos de cada una de las facultades.